# عمر بطروني
 عمر بطروني (1949 الجزائر) هو لاعب كرة قدم جزائري.

## روابط خارجية
- عمر بطروني على موقع الاتحاد الدولي (مؤرشف)  (الإنجليزية)
- عمر بطروني على موقع قاعدة بيانات كرة القدم.إي يو (الإنجليزية)
- عمر بطروني على موقع ناشيونال فوتبول تيمز (الإنجليزية)